# 711 до н. е.

## Народились
- 13 лютого — Імператор Дзімму, 1-й імператор Японії, синтоїстське божество, легендарний полководець і монарх.